# 兰州肉苁蓉
兰州肉苁蓉（学名：Cistanche lanzhouensis）为列当科肉苁蓉属下的一个种。

## 扩展阅读
- 維基物種上的相關：兰州肉苁蓉